# Прутильцы
Прутильцы (укр. Прутильці) — село в Корсунь-Шевченковском районе Черкасской области Украины.
Население по переписи 2001 года составляло 194 человека. Почтовый индекс — 19440. Телефонный код — 4735.

## Местный совет
19441, Черкасская обл., Корсунь-Шевченковский р-н, с. Дацки